# Neohaustorius biarticulatus
Neohaustorius biarticulatus är en kräftdjursart som beskrevs av Edward Lloyd Bousfield 1965. Neohaustorius biarticulatus ingår i släktet Neohaustorius och familjen Haustoriidae. Inga underarter finns listade i Catalogue of Life.